# ТЭЦ Магнитогорского металлургического комбината
ТЭЦ ОАО «Магнитогорский металлургический комбинат» — тепловая электростанция в Магнитогорске, расположена в промышленной зоне на левом берегу реки Урал. Установленная электрическая мощность — 300 МВт, тепловая — 590 Гкал/час. Входит в состав Магнитогорского металлургического комбината в качестве цеха.
Отпуск электроэнергии:
- По ЛЭП 10.5 кB производится электроснабжение кислородно-компрессорного производства;
- По ЛЭП 35 кB осуществляется электроснабжение промышленных предприятий левого берега;
- По ЛЭП 110 кB имеется связь с Центральной электростанцией ОАО «ММК» и энергосистемой «Челябэнерго».

Тепловая энергия отпускается:
- В виде острого пара (100 ати, 510 °С) — кислородному цеху ОАО «ММК» (кислородная станция № 4) для привода воздушных турбокомпрессоров с возвратом конденсата на ТЭЦ;
- В горячей воде — теплоснабжение южного блока прокатных цехов металлургического комбината и левобережной части Магнитогорска (от бойлерных установок ТГ № 3, 4 по 2dу800, 2dу400, 2dу1000 № 3), а также части правого берега от улицы Гагарина до улицы Калмыкова (от бойлерных установок ТГ № 1, 2, 5, 6 с догревом в пиковом водогрейном котле ПТВМ-180 по 2dу700 старая, 2dу700 новая, 2dу1000 на пиковую котельную).

Осуществляется подпитка тепловых сетей правого и левого берега химочищенной и деаэрированной водой.
Также в состав ТЭЦ входят две береговые насосные станции, топливо-транспортный участок и водно-химический участок.

## История
2 июня 1948 года Совет Министров СССР принял решение: «Для покрытия возросших тепловых и электрических нагрузок Магнитогорского металлургического комбината и его района в г. Магнитогорске должна быть сооружена новая мощная теплоэлектроцентраль». 20 февраля 1951 г. были начаты работы по строительству ТЭЦ. 25 февраля 1954 г. госкомиссия приняла в эксплуатацию ТЭЦ ММК в составе котлоагрегата № 2 (170 т/ч) и турбогенератора № 1 (50 МВт).
В 1957 г. завершена 1 очередь ТЭЦ электрической мощности 150 МВт. В 1966 г. с завершением строительства 2-й очереди строительства электрическая мощность достигла 200 МВт, а теплофикационная — 220 Гкал/ч. В 1970 г. завершена 3-я очередь. В результате ТЭЦ ММК достигла теплофикационной мощности 590 Гкал/ч и электрической — 300 МВт. ТЭЦ ММК строила вся страна, поставки оборудования осуществляли 30 городов СССР (Москва, Ленинград, Барнаул, Свердловск, Новосибирск, Таганрог, Ярославль, Томск, Хабаровск и многие другие). Участвовали в поставках предприятия ГДР, ВНР, ЧССР. Среди строителей отмечаны тресты «Магнитострой», «Уралэнергомонтаж», «Волгопромэлектромонтаж», «Востокметаллургмонтаж» и др.
Руководство:
- Начальник ТЭЦ — Воистинов Александр Георгиевич;
- Главный инженер — Голегузов Владимир Иванович.